# Бодряшов, Александр Тимофеевич
Алекса́ндр Тимофе́евич Бодряшо́в (1921—2003) — старший сержант Рабоче-крестьянской Красной Армии, участник Великой Отечественной войны, Герой Советского Союза (1944).

## Биография
Александр Бодряшов родился 3 декабря 1921 года в посёлке Шемышейка (ныне — Пензенская область) в крестьянской семье. Получил неполное среднее образование, работал на Камчатском рыбокомбинате. В октябре 1940 года был призван на службу в Рабоче-крестьянскую Красную Армию. На фронте с апреля 1942 года Великой Отечественной войны. Участвовал в боях на Брянском, Закавказском, Северо-Кавказском, Воронежском, 1-м и 4-м Украинских фронтах. Сержант Александр Бодряшов был наводчиком орудия 145-го отдельного истребительно-противотанкового дивизиона 30-й стрелковой дивизии 47-й армии. Воевал вместе с командиром орудия Иосифом Бельских. Так, 30 июля 1942 года на Брянском фронте под населённым пунктом Селезнёвка, когда их батарею атаковали около 100 немецких танков, Бельских и Бодряшов за 3 минуты уничтожили 11 танков и около 60 солдат и офицеров. Особо отличился во время битвы за Днепр.
28 сентября 1943 года расчёт Бодряшова и Бельских первым из батареи форсировал Днепр в районе города Канев Черкасской области Украинской ССР. При отражении немецких контратак на плацдарм расчёт уничтожил 14 танков, 2 орудия и несколько десятков вражеских солдат и офицеров.
Указом Президиума Верховного Совета СССР от 3 июня 1944 года за «образцовое выполнение боевых заданий командования на фронте борьбы с немецко-фашистскими захватчиками и проявленные при этом мужество и героизм» сержант Александр Бодряшов был удостоен высокого звания Героя Советского Союза с вручением ордена Ленина и медали «Золотая Звезда» за номером 3921.
После окончания войны в звании старшего сержанта Бодряшов был демобилизован. Вернулся на родину. В 1963 году он окончил Московский кредитно-финансовый техникум, работал заведующим районным финансовым отделом, умер 3 июля 2003 года.
Был также награждён двумя орденами Отечественной войны 1-й степени, а также рядом медалей.